# Leopold Goeppner
Leopold Goeppner, właśc. Joseph Leopold Maximilian Norbert Goeppner (ur. 4 czerwca 1766, zm. 28 listopada 1824 w Świebodzinie) – śląski lekarz, doktor medycyny, lekarz (fizyk) powiatu świebodzińskiego, pionier walki z ospą prawdziwą zarówno w Prusach, jak i na obecnych terenach Polski.

## Życiorys
Urodził się 4 czerwca 1766 jako jedno z sześciorga dzieci Philippa Goeppnera i Marii Joanny Król. Dzieciństwo spędził w Żaganiu, gdzie jego ojciec pełnił funkcję Rentmeistra (książęcego urzędnika skarbowego) na dworze księcia Piotra von Birona. We wczesnych latach życia odebrał prywatną edukację, a w 1783 przeniósł się do Wrocławia. Tam podjął naukę w Collegium Medicum et Sanitatis pod kierunkiem profesora Johanna Gottfrieda Morgenbessera, a następnie kontynuował studia medyczne na Katolickim Uniwersytecie Wrocławskim (Academia Leopoldina). 7 października 1790 podjął studia doktorskie na Uniwersytecie Fryderyka w Halle pod kierunkiem profesora Johanna Christiana Reila. 22 października 1791 obronił pracę doktorską pt. De paracentesi abdominis frequentius instituenda (O częstym nakłuwaniu jamy otrzewnej). Jedna z tez obronionych przez niego podczas egzaminu doktorskiego brzmiała: „Są dwa przewinienia w zawodzie lekarskim, które ponad wszystkie inne powinny być surowo karane przez dobrego – a więc sprawiedliwego – prawodawcę: po pierwsze pijaństwo, a po drugie rzucanie oszczerstw na innych lekarzy”. 

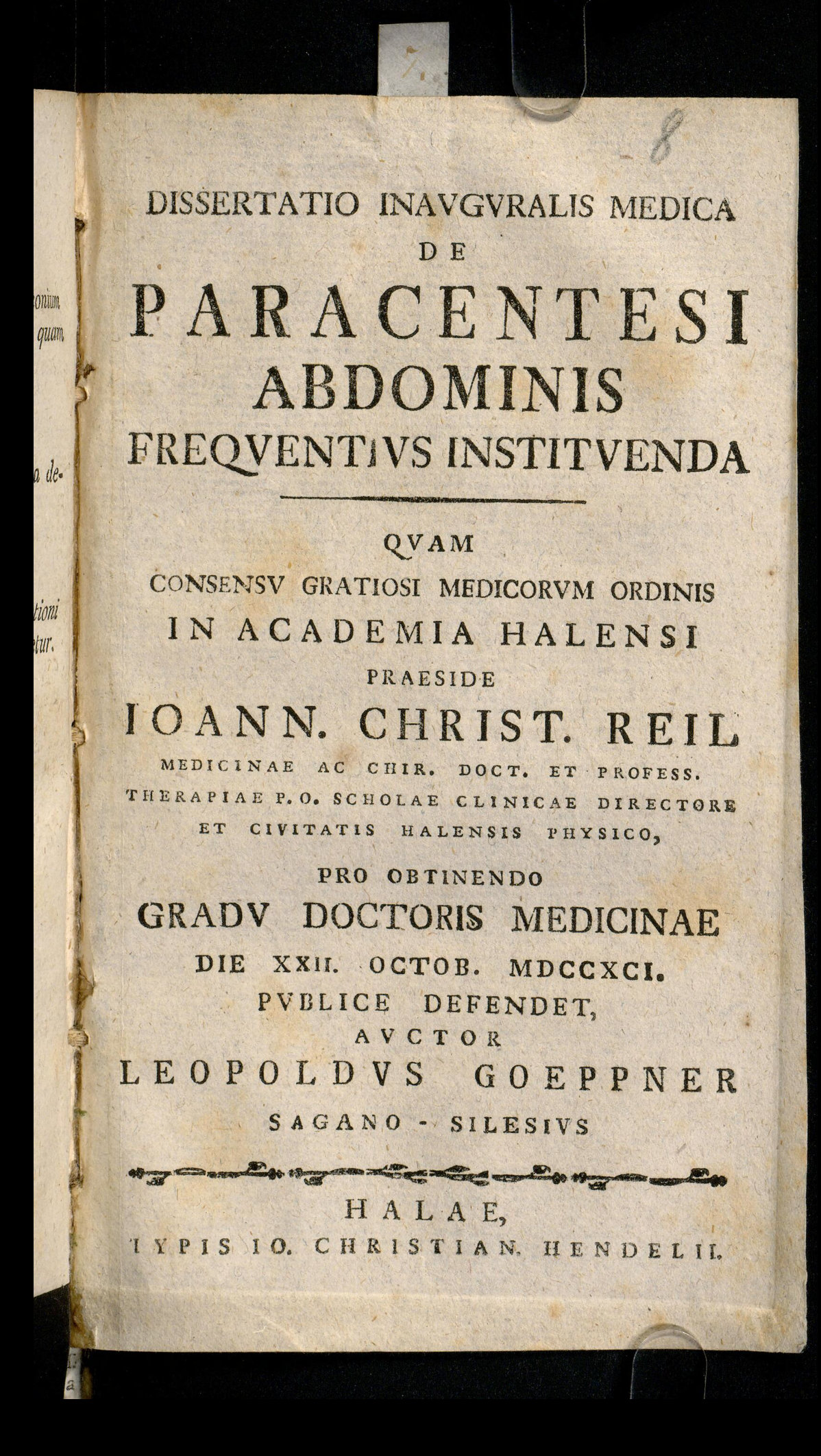
Strona tytułowa pracy doktorskiej Leopolda Goeppnera

10 lipca 1792 podjął pracę fizyka powiatowego w Świebodzinie. 7 marca 1817 pruskie Ministerstwo Spraw Wewnętrznych w Berlinie mianowało dr. Goeppnera fizykiem nowo utworzonego powiatu świebodzińsko-sulechowskiego, przez co obszar jego odpowiedzialności zawodowej uległ podwojeniu. Oprócz codziennej opieki nad pacjentami zajmował się pracą naukową, publikując wyniki swoich badań w pruskim czasopismie „Journal der practischen Arzneykunde und Wundarzneykunst”. Udzielał się również jako wykładowca w Wyższej Szkole Medycznej w Głogowie. 
Został pochowany na nieistniejącym już cmentarzu rzymsko-katolickim św. Anny w Świebodzinie.

## Rodzina
17 listopada 1794 ożenił się w Chociszewie z Marią Joanną Anastazją Kuklińską (1773–1833); z ich związku przyszło na świat czworo dzieci: Jan (1795–?), Joanna (1796–1797), Augustyn (1798–1869) i Karol (1801–1863). Dwaj najmłodsi synowie wybrali karierę właścicieli ziemskich, przenosząc się do Wielkiego Księstwa Poznańskiego na krótko przed śmiercią ojca. Jego stryjecznym wnukiem był dr Bolesław Gepner.

## Walka z ospą prawdziwą
Leopold Goeppner wykazywał szczególne zainteresowanie skutecznymi metodami zwalczania ospy prawdziwej już podczas studiów doktorskich w Halle, konsultując trudniejsze przypadki. Jako fizyk powiatu świebodzińskiego często zmagał się z nawracającymi epidemiami ospy. Dlatego z entuzjazmem przyjął ustalenia angielskiego lekarza Edwarda Jennera, który w 1796 odkrył skuteczną szczepionkę przeciw ospie prawdziwej, zawierającą wirusa krowianki, i w 1798 opublikował wyniki swoich eksperymentów. Goeppner rozpoczął szczepienia mieszkańców powiatu świebodzińskiego jako jeden z pierwszych lekarzy w Prusach, 24 kwietnia 1801 przy użyciu suchej materii szczepionkowej dostarczonej z Berlina. Wyprzedził tym samym o kilka miesięcy zalecenia okólnika wydanego przez króla pruskiego 31 lipca 1801, skierowanego do wszystkich regionalnych kolegiów medycznych i zalecającego podjęcie powszechnych szczepień przeciwko ospie prawdziwej. Pierwszymi zaszczepionymi przez Goeppnera osobami byli jego dwaj najmłodsi, pozostali przy życiu synowie. Limfą uzyskaną z pęcherzy wytworzonych na ich przedramieniach zaszczepił ok. 70 osób. Łagodny przebieg krowianki przekonał do wakcynacji miejscową ludność, dzięki czemu Goeppner do września 1801 zaszczepił wszystkie dzieci w powiecie, które nie przechorowały uprzednio ospy. Wiosną 1802 jego akcja szczepień była tak zaawansowana, że ospa prawdziwa nie stanowiła już zagrożenia dla mieszkańców powiatu świebodzińskiego. Sława jego pracy sprawiła, że zapraszano go do odległych miejsc w Prusach Południowych i Brandenburgii w celu przeprowadzenia tam szczepień. Do grudnia 1803 zaszczepił 1243 osoby (czyli mniej więcej co dwunastego mieszkańca powiatu). Był to wynik dwunastokrotnie wyższy niż średnia ogólnopruska; do końca 1803 w całych Prusach zaszczepiono łącznie 76 876 osób. Królestwo Prus liczyło wówczas prawie 10 milionów mieszkańców, co oznaczało, że zaszczepiony został jedynie co sto trzydziesty obywatel kraju. Wysiłki Goeppnera zostały docenione; we wrześniu 1804 dr Friese z Wrocławia pisał do Komisji Szczepień Towarzystwa Lekarskiego w Paryżu: „Dr Goeppner ze Świebodzina, małego powiatowego miasteczka na Dolnym Śląsku, pokazał liczbą 1559 szczepień, do czego zdolny jest gorliwy propagator tego dobrodziejstwa”; w 1811 dziękowano mu jako jednemu z największych bohaterów akcji szczepień w Prusach Południowych. W 1814 jako jedyny w swoim regionie otrzymał najwyższą premię za liczbę wykonanych szczepień, wynoszącą 100 talarów (kwota ta stanowiła połowę rocznej pensji fizyka powiatowego). 
Goeppner, będący najprawdopodobniej w połowie Polakiem i żonaty z Polką, był jednym z pierwszych lekarzy szczepiących przeciw ospie – w dodatku na tak wielką skalę – nie tylko w Prusach, ale też na obecnych terenach Polski, wyprzedzając dr. Jacka Dziarkowskiego (1754–1828), który rozpoczął szczepienia w Warszawie w czerwcu 1801 i dr. Augusta Bécu (1771–1824), ojczyma Juliusza Słowackiego, który szczepił w Wilnie również od około 1801. W tym samym roku w zaborze austriackim bezpłatne szczepienia wprowadził fizyk powiatu tarnowskiego i profesor medycyny na Uniwersytecie Jagiellońskim, dr Wojciech Jerzy Boduszyński (1768–1832).

## Upamiętnienie
28 listopada 2024, w dwustulecie śmierci Leopolda Goeppnera, odsłonięty został w Świebodzinie kamień, ufundowany przez Gminę Świebodzin, upamiętniający jego postać i dokonania. 